# Celeste Barrington
Celeste Barrington (ur. 20 maja 1981) – australijska judoczka.
Srebrna medalistka mistrzostw Oceanii w 1998. Mistrzyni Australii w 2003 roku.